# Telle Community
Telle Community är en gemenskap i Lesotho.   Den ligger i distriktet Maseru, i den centrala delen av landet, 90 km sydost om huvudstaden Maseru.